# Благово (Шуменська область)
Бла́гово (болг. Благово) — село в Шуменській області Болгарії. Входить до складу общини Шумен.

## Населення
За даними перепису населення 2011 року у селі проживали 99 осіб.
Національний склад населення села:
| Національність   | Кількість осіб | Відсоток |
| ---------------- | -------------- | -------- |
| болгари          | 49             | 49,5%    |
| цигани           | 14             | 14,1%    |
| турки            | 7              | 7,1%     |
| Всього відповіли | 99             |          |

Розподіл населення за віком у 2011 році:
Динаміка населення: